# Орден Королеви Марії Луїзи
Королівський Орден шляхетних дам королеви Марії Луїзи (ісп. Orden de las Damas Nobles de la Reina María Luisa) — орден, створений королем Іспанії Карлом IV за королівським декретом від 21 квітня 1792 року на прохання його дружини, королеви Марії Луїзи Пармської, для нагородження жінок, які відзначилися своїми службою і талантами. Орден створений як нагорода, яка вручається тільки жінкам.

## Історія

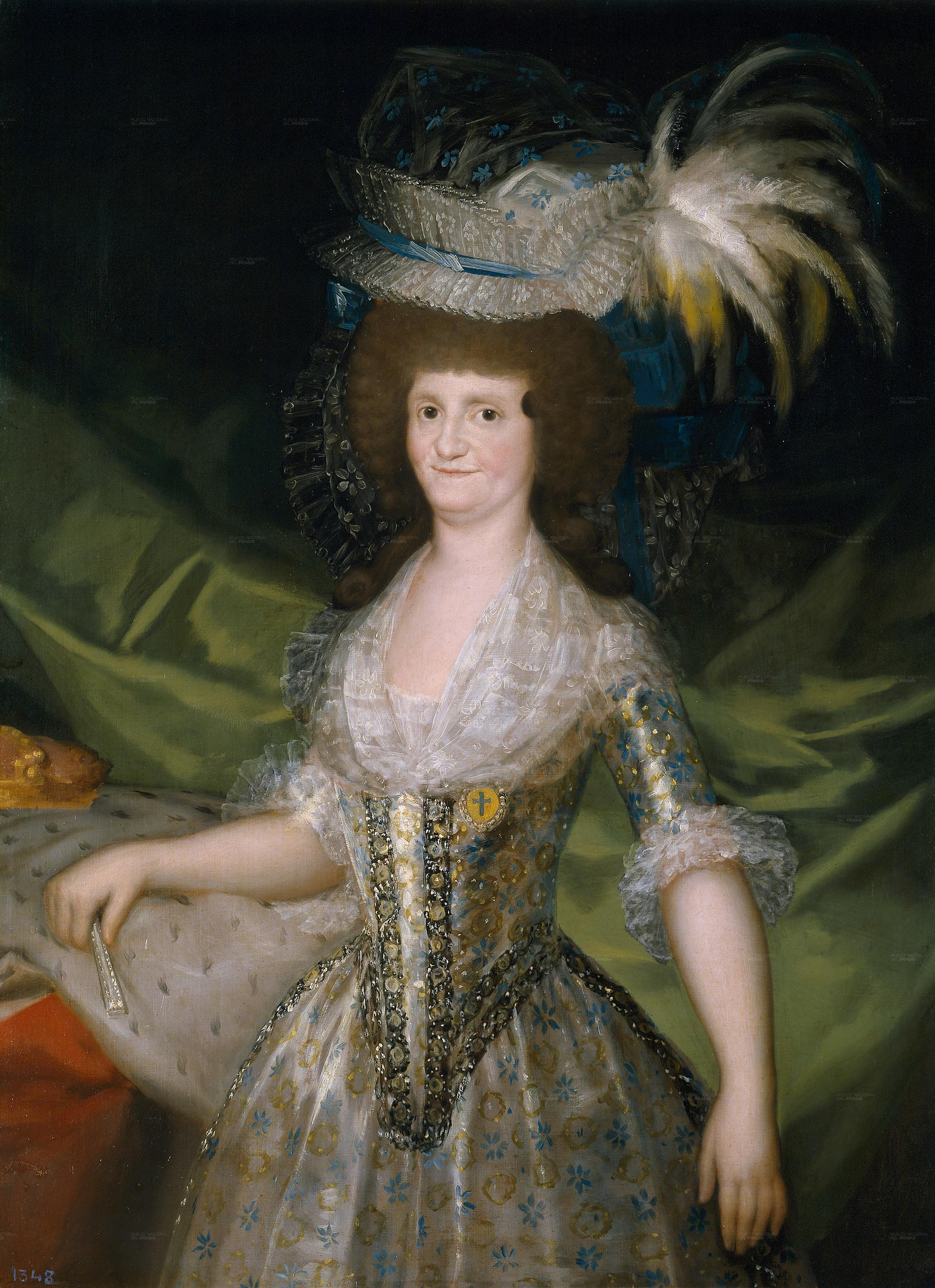
Марія Луїза Пармська, королева Іспанії. Робота Франсіско-Хосе де Гої, 1790

Орден заснований відповідно до декрету короля Карла IV від 21 квітня 1792 року на прохання королеви Марії Луїзи. Визначений як суто жіноча нагорода. Ним керує королева Іспанії. Одночасно належати до нього можуть не більше, ніж 30 дворянок. Першим секретарем ордена був Дон Мігель де Банюелос і Фуентес, кавалер ордена Карлоса III і генеральний командувач армії.
1796 року король видав декрет, за яким дамам ордена надавався титул Екселенції, а їх самих прирівняли до кавалерів Ордена Карлоса III і до грандів Іспанії. 1809 року, під час правління Жозефа Бонапарта в умовах наполеонівської окупації Іспанії, орден був ліквідований. Відновила його королева Марія Ізабелла, дружина Фердинанда VII, 24 листопада 1816 року.
За декретом часів Другої Республіки від 24 липня 1931 року орден був де-факто ліквідований. Але король Альфонсо XIII і згодом його син Хуан, граф Барселонський, які перебували у вигнанні, продовжували вручати орден. Зокрема, в цей період граф Барселонський нагородив орденом своїх дочок Пілар та Маргариту з нагоди їхнього 18-річчя. Востаннє орденом нагородили принцесу Софію Грецьку з нагоди її весілля з інфантом Хуаном Карлосом (майбутнім королем Іспанії) у 1962 році. Після 1977 року, коли Хуан, граф Барселонський, зрікся своїх прав на престол, орден нікому не вручався, попри те, що він не був формально скасований.

## Патронат
Покровителями Ордена є Святий Фердинанд та Святий Людовик. Відповідно, святковими днями Ордена є 30 травня та 25 серпня.

## Опис

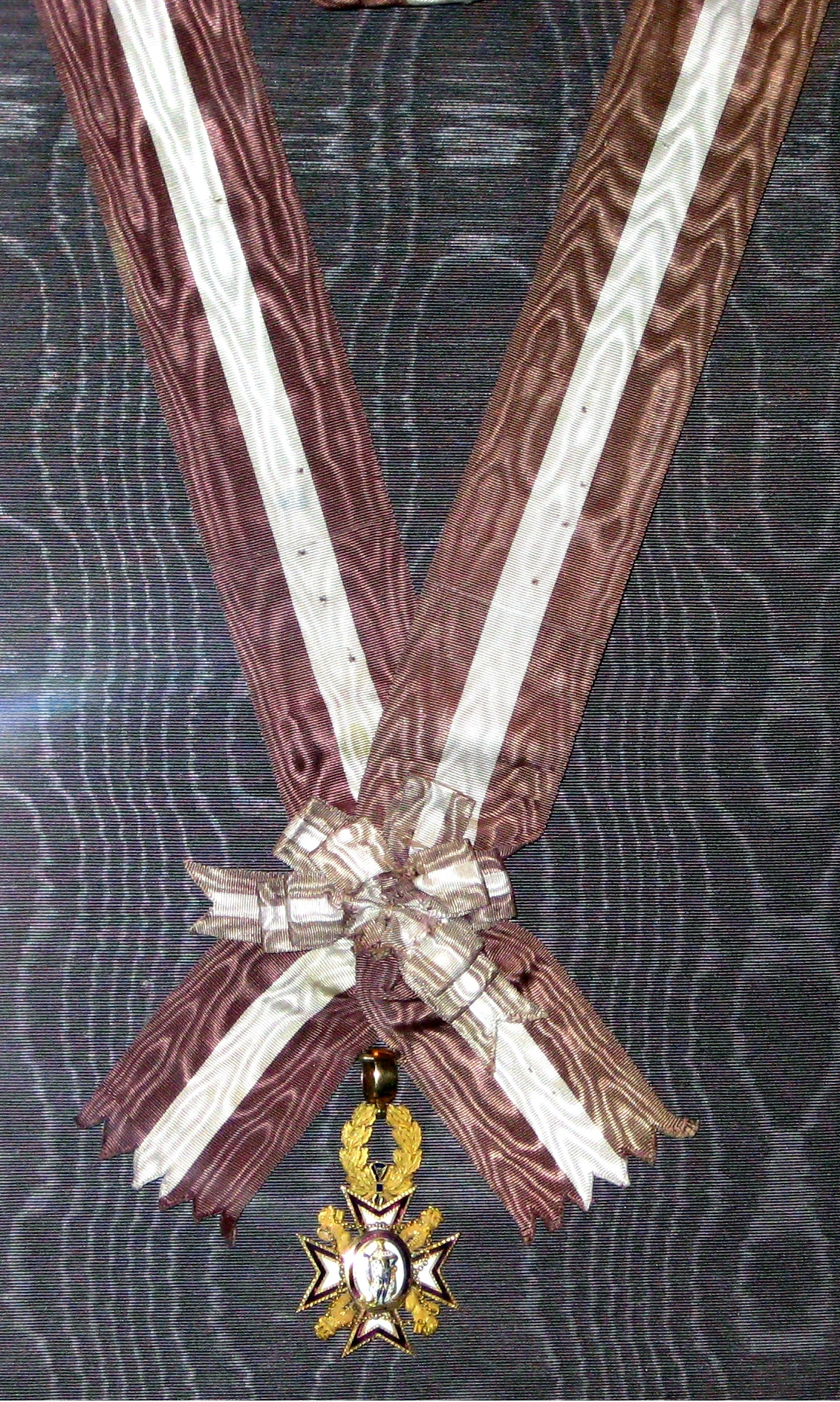
Орденський перев'яз, що належав російській імператриці Марії Олександрівні

Знак Ордена має вигляд золотого лаврового вінка з невеликими золотими кульками в кінцях. У двох кутах хреста знаходяться два леви, що стрибають, а в двох інших — золоті фортечні вежі. Всі чотири знаки в кутах з'єднані золотим ланцюжком. Усі чотири хрестовини вкриті фіолетовою емаллю і оточені білим кольором з тонкими золотими лініями. На емальованому щиті посередині — зображення Святого Фердинанда, одного з покровителів Ордена. Орденська стрічка — біла із широкими фіолетовими смугами з обох боків. Стрічку носили як перев'яз від правого плеча до лівого стегна.